# Kurikka
Kurikka este o comună din Finlanda.